# Herbert Schui
Herbert Karl Schui (* 13. März 1940 in Köln; † 14. August 2016 in Pomy, Département Aude) war ein deutscher Wirtschaftswissenschaftler und Politiker (WASG, Die Linke). Er war Lehrstuhlinhaber für Volkswirtschaftslehre an der Hamburger Universität für Wirtschaft und Politik, von 2005 bis 2010 Mitglied des Bundestages und Gründungsmitglied der Arbeitsgruppe Alternative Wirtschaftspolitik.

## Biografie

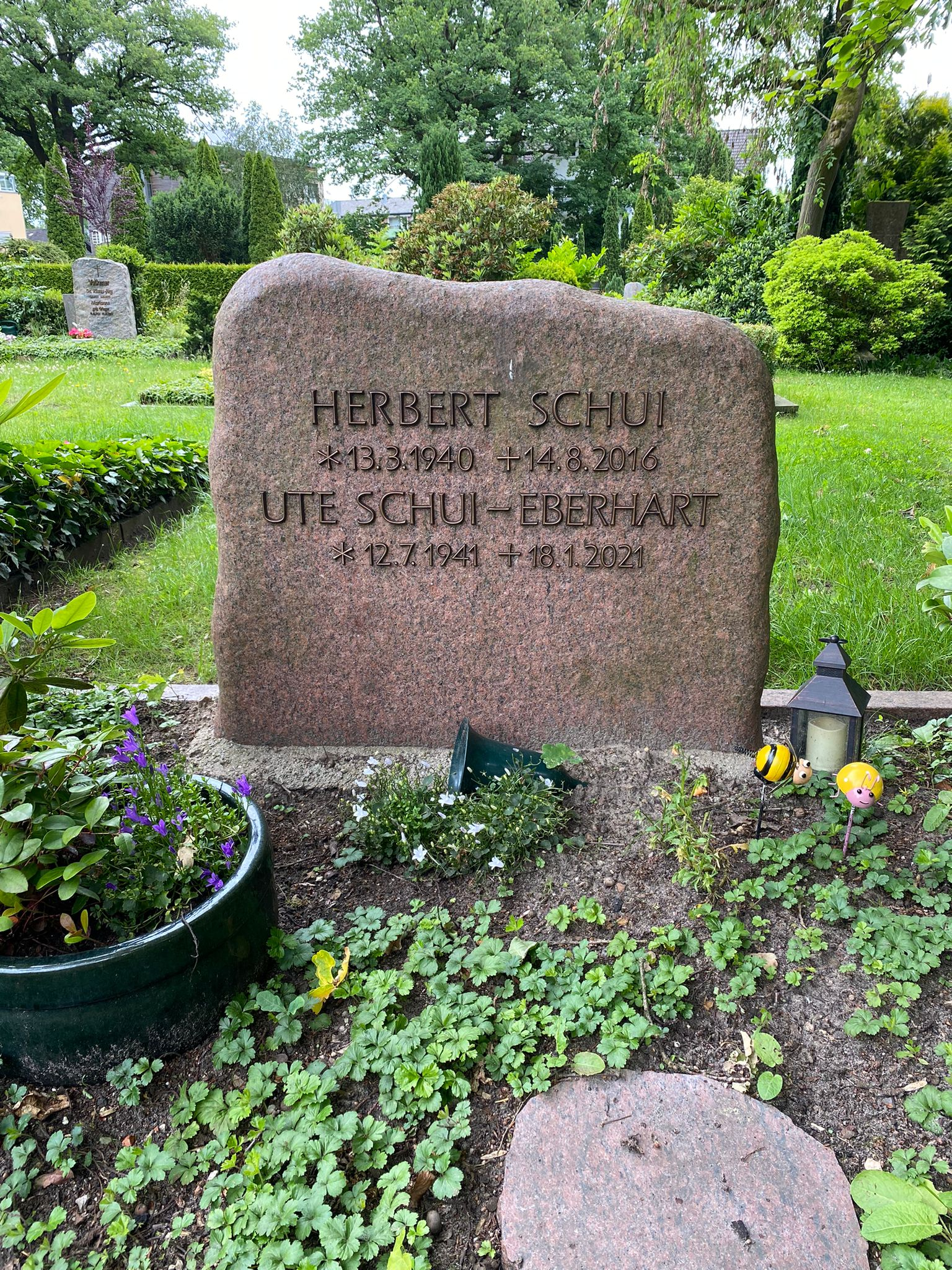
Grabstätte auf dem Alten Friedhof Buchholz

### Ausbildung und Beruf
Nach dem Abitur 1961 am St. Matthias-Gymnasium in Gerolstein leistete Schui zunächst den Wehrdienst ab und begann 1962 ein Studium der Volkswirtschaftslehre an der Universität zu Köln, welches er 1968 als Diplom-Volkswirt beendete. Anschließend war er Forschungsassistent an der Universität Konstanz und verbrachte 1970 Studienaufenthalte in Clermont-Ferrand und Paris sowie 1971 und 1972 in Rochester. 1972 erfolgte seine Promotion zum Dr. rer. pol. an der Universität Konstanz mit der Arbeit Geld- und Kreditpolitik in einer planifizierten Wirtschaft – das französische Beispiel.
1974 wurde er als Assistenzprofessor an die Universität Bremen berufen. 1980 wechselte er als Professor für Volkswirtschaftslehre an die Hochschule für Wirtschaft und Politik in Hamburg. Er war 1975 Mitbegründer der Arbeitsgruppe Alternative Wirtschaftspolitik. 2005 beendete er seine Tätigkeit als Hochschullehrer. Er war Mitglied im Wissenschaftlichen Beirat von Attac.
Schui war verheiratet und hatte ein Kind. Seine Ehefrau Ute Schui-Eberhart (1941–2021) war Ehrenbürgerin von Buchholz in der Nordheide. Das Ehepaar ruht auf dem dortigen Alten Friedhof.

### Politik
Schui war lange Jahre Mitglied der SPD. 2004 zählte er zu den Mitbegründern der ASG, aus der später die WASG hervorging. Nach dem Zusammenschluss der WASG mit der PDS wurde er 2007 Mitglied der Partei Die Linke.
Ab 2005 war er Mitglied des Deutschen Bundestages. 2005 zog er über die offene Landesliste der Linkspartei.PDS ein, 2009 über die Landesliste der Linken in Niedersachsen.
Am 1. November 2010 schied er aus dem Bundestag aus. Für ihn folgte Johanna Voß (Die Linke).

### Gedenken
Der Fachbereich Sozialökonomie an der Universität Hamburg organisierte vom 24. bis 26. November 2017 ein Symposium in Erinnerung an Herbert Schui.

## Veröffentlichungen
- Person(en)Geld- und Kreditpolitik in einer planifizierten Wirtschaft: Das französische Beispiel (= Untersuchungen über das Spar-, Giro- und Kreditwesen, Abteilung A: Wirtschaftswissenschaften Band 88). Duncker und Humblot, Berlin 1977, ISBN 3-428-03860-6 (Dissertation Universität Konstanz, Fachbereich Wirtschaftswissenschaft und Statistik, 1973, 195 Seiten).
- mit Jörg Huffschmid: Gesellschaft im Konkurs? –  Handbuch zur Wirtschaftskrise 1973–1976 in der BRD, Pahl-Rugenstein Verlag, Köln 1976, ISBN 978-3-7609-0234-0.
- Wirtschaftspolitik in der Krise: Ursachen der Stagnation, Unternehmerstrategien, Alternativen (= Distelhefte, Heft Nr. 4). Distel, Heilbronn 1983, ISBN 3-923208-03-0.
- Die Schuldenfalle: Schuldenkrise und Dritte-Welt-Politik der USA. Pahl-Rugenstein, Köln 1988.
- Ökonomische Grundprobleme des entwickelten Kapitalismus. Distel-Verlag, Heilbronn 1991.
- Die ökonomische Vereinigung Deutschlands: Bilanz und Perspektiven. Distel-Verlag, Heilbronn 1991.
- Wollt ihr den totalen Markt? Der Neoliberalismus und die extreme Rechte. Knaur, München 1997.
- Mit Eckart Spoo (Hrsg.): Geld ist genug da: Reichtum in Deutschland. Distel, Heilbronn 2000.
- Mit Werner Goldschmidt (Hrsg.): Neoliberalismus – Hegemonie ohne Perspektive: Beiträge zum sechzigsten Geburtstag von Herbert Schui. Distel-Verlag, Heilbronn 2000.
- Mit Stephanie Blankenburg: Neoliberalismus: Theorie, Gegner, Praxis. VSA, Hamburg 2002 (Online.)
- Keynes heute: Festschrift für Harald Mattfeldt zum 60. Geburtstag. VSA, Hamburg 2003.
- Gerechtere Verteilung wagen! Mit Demokratie gegen Wirtschaftsliberalismus. VSA, Hamburg 2009.
- Politische Mythen & elitäre Menschenfeindlichkeit. Halten Ruhe und Ordnung die Gesellschaft zusammen?. VSA, Hamburg 2014. ISBN 978-3-89965-598-8.